# Ендрю Барт Фельдман
Ендрю Барт Фельдман (англ. Andrew Barth Feldman) — американський актор та співак. Почав свою акторську кар'єру ще в дитячому віці в музичному театрі у місцевих постановках. У 2018 році він отримав нагороду Джиммі за постановку у школі мюзиклу «Спіймай мене, якщо зможеш», у 2019 році він зіграв головну роль у мюзиклі «Дорогий Еван Хансен» на Бродвеї. Він також зіграв гостьову роль у телевізійному музичному серіалі «Шкільний мюзикл: мюзикл: серіал» у 2021 році, а у 2023 році знявся із другорядною роллю в фільмі від Netflix «Маршрут до кохання».

## Молодість та освіта
Фельдман народився в Мангассеті, Нью-Йорк. У три роки став шанувальником музичного театру після перегляду постановки «Красуня і чудовисько». Фельдман виховувався зі старшою сестрою і тісно зі своїми двоюрідними братами. Вони виросли поблизу рідного міста його матері в дитинстві. Він продовжував зніматися в різних місцевих і шкільних постановках, включаючи «Annie», «Grease» і «Rent». У середній школі він відкрив YouTube-канал, щоб робити проєкти для школи.
Він також заснував власну музичну театральну компанію в середній школі, Zneefrock Productions, як частину свого проєкту Бар та бат-міцва, щоб зібрати гроші на дослідження аутизму. Разом із другом він написав та поставив для компанії пародійний мюзикл «Зоряні війни». Він відвідував Академію Лоуренса Вудміра, де його мати працювала адміністратором до смерті в серпні 2019 року. Взявши відпустку в середній школі, щоб знятися у фільмі «Дорогий Еван Хансен», Фельдман спочатку вирішив вступити до Гарвардського університету восени 2020 року, але відклав вступ на рік до 2021 року через пандемію COVID-19.

## Акторська кар'єра
У 2018 році, на другому курсі середньої школи, Фельдман зіграв Френка Ебігнейла-молодшого в постановці його середньої школи мюзиклу «Піймай мене, якщо зможеш». Після перемоги в регіональній програмі нагород за цей виступ його запросили виступити на Jimmy Awards, де він отримав нагороду за найкращу чоловічу роль. Стейсі Міндіч, провідний продюсер фільму «Дорогий Еван Хансен», помітила його гру і попросила його пройти прослуховування на роль Евана Хансена на Бродвеї. 30 січня 2019 року, у віці 16 років, Фельдман взяв на себе роль Евана Гансена, замінивши Тейлора Тренша. Його гру високо оцінили, а Сара Бар написала в New York Times: «Ендрю Барт Фельдман змусив мене забути, де я була, ким я була, що я була чимось іншим, ніж частиною світу на сцені — ознака справді магічного театру.  Я майже впевнений, що не дихав увесь перший акт». Він залишив цю роль 26 січня 2020 року, після чого Джордан Фішер зайняв цю роль.
28 грудня 2020 року було оголошено, що Фельдман зіграє головну роль Лінгвіні в презентації мюзиклу Рататуй, інтернет-мему, створеного на TikTok, натхненного фільмом Disney/Pixar 2007 року. Концерт транслювався ексклюзивно на TodayTix 1 січня 2021 року Його виступ був відзначений, а Джессі Грін написав у The New York Times, що Фельдман «здається, анімував своє обличчя, щоб відповідати версії Pixar: він миттєво чарівний, але виглядає так, ніби він все ще може гризти вам палець на нозі».
11 лютого 2021 року було оголошено, що Фельдман дебютує на телебаченні в шоу Disney+ «Шкільний мюзикл: Мюзикл: Серіал» як запрошена зірка у 2 сезоні, де він зіграв Антуана, французького студента за обміном.
7 травня 2021 року Фельдман знявся в короткометражному фільмі фіналіста премії Джиммі 2019 Кейсі Лайкса «Thespians».
Фельдман дебютував у повнометражному фільмі у квітні 2023 року у фільмі Netflix «Маршрут до кохання» в ролі Алекса, відеоблогера, який навчається в коледжі. У червні він зіграє разом із Дженніфер Лоренс у фільмі «Без образ» у ролі Персі, майбутнього студента коледжу, який також не має жодного соціального поняття .

## Фільмографія

### Фільми
| Рік  | Назва                                             | Роль  | Примітки                |
| ---- | ------------------------------------------------- | ----- | ----------------------- |
| 2020 | Бен Платт у прямому ефірі з Radio City Music Hall | себе  | Концертний фільм; камео |
| 2023 | Маршрут до кохання                                | Алекс |                         |
| 2023 | Без образ                                         | Персі |                         |

### Серіали
| Рік       | Назва                           | Роль    | Примітки                     |
| --------- | ------------------------------- | ------- | ---------------------------- |
| 2020–2021 | Зірки в будинку                 |         | Спеціальний гість; 3 епізоди |
| 2020      | Премія Роджера Різа 2020        | Ведучий | ТБ спец                      |
| 2021      | Шкільний мюзикл: мюзикл: серіал | Антуан  | Повторювана роль гостя       |

### Музика
| Рік  | Назва                   | Примітки    |
| ---- | ----------------------- | ----------- |
| 2021 | «Кожна красива дівчина» | неодружений |
| 2021 | «Старий я і ти»         | Особливість |
| 2021 | «Емма»                  | неодружений |
| 2022 | «Друга зірка»           | Особливість |
| 2022 | «В моїй голові»         | Особливість |

## Нагороди
| Рік  | Нагороди                                       | Категорія                       | Робота                    | Результат |
| ---- | ---------------------------------------------- | ------------------------------- | ------------------------- | --------- |
| 2018 | Нагороди Роджера Різа                          | Кращий актор                    | Впіймай мене, якщо зможеш | Перемога  |
| 2018 | Національна премія середнього музичного театру | Кращий актор                    | Впіймай мене, якщо зможеш | Перемога  |
| 2019 | Broadway.com Audience Choice Awards            | Улюблена заміна                 | Шановний Еване Хансен     | Номінація |
| 2019 | Broadway.com Зірка року                        | Зірка року                      | Шановний Еване Хансен     | Номінація |
| 2021 | Нью-Йоркська премія Еммі                       | Освіта/Школи — Розширений вміст | Нагороди Роджера Різа     | Перемога  |
| 2022 | BroadwayWorld Cabaret Awards                   | Найкраще шоу                    | Карта парку               | Перемога  |